# The Fighting Lover
The Fighting Lover er en amerikansk stumfilm fra 1921 af Fred LeRoy Granville.

## Medvirkende
- Frank Mayo som Andrew Forsdale
- Elinor Hancock som Mrs. Lydia Graham
- Gertrude Olmstead som Jean Forsdale
- Jackson Read som Ned Randolph
- Colin Kenny som Vic Ragner
- Jacqueline Logan som Helen Leigh
- Joseph Singleton som Quig Munday
- Ruth Ashby som Anna Hughes